# Ion C. Ciobanu
Ion Constantin Ciobanu sau Ivan Ceban (în rusă Ион Константинович Чебан; n. 6 noiembrie 1927 – d. 19 ianuarie 2001) a fost un prozator, publicist și om politic din Republica Moldova, care a îndeplinit funcția de președinte al Sovietului Suprem din RSS Moldovenească (1986-1990).

## Biografie
Ion C. Ciobanu s-a născut la data de 6 noiembrie 1927, în satul Budăi (astăzi în raionul Telenești), într-o familie de țărani. A absolvit Școala pedagogică din Orhei, apoi cursurile literare superioare de pe lângă Uniunea Scriitorilor din URSS (1959). Devenit în anul 1947 membru al PCUS, a absolvit în anul 1951 Școala comosomolistă centrală de la Moscova.
A lucrat în școală, la o editură, pe tarim comsomolist, apoi a îndeplinit funcții de conducere în cadrul Uniunii Scriitorilor din RSS Moldovenească: președinte (1961-1965) și secretar al Comitetului de conducere (1971-1989). De asemenea, a fost președinte al Comitetului republican pentru Premiile de Stat în domeniul literaturii și artei (din 1973), obținând ulterior titlul de Scriitor al poporului din RSSM (1984).
Ion C. Ciobanu a debutat editorial cu romanul Codrii (partea I - 1954, partea a II-a - 1957, în traducere rusă în 1958) - care prezintă evenimentele istorice prin care a trecut meleagul natal: viața grea a poporului moldovean în trecut, lupta sa pentru eliberare și reunificarea cu statul sovietic.

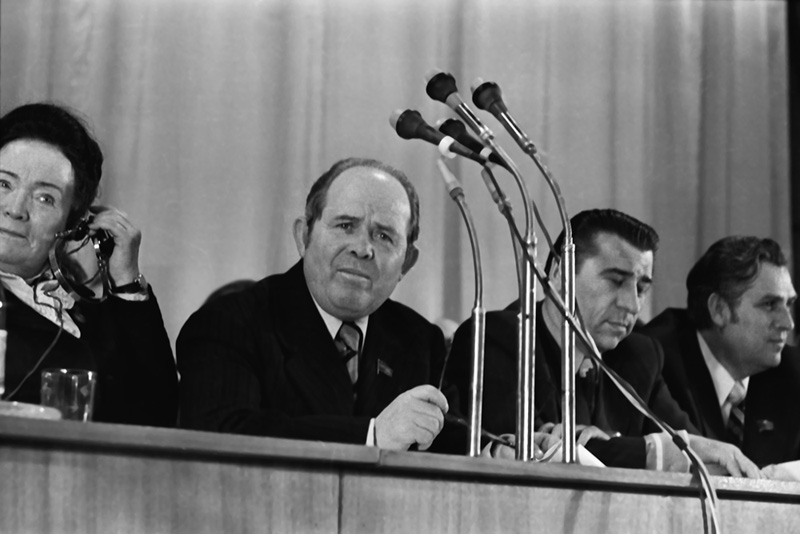
Ion C. Ciobanu în 1975 (al doilea din stânga)

Un alt roman binecunoscut este Podurile (1966, în traducere rusă în 1968) care narează evenimentele petrecute în viața satului moldovenesc în primele luni de după cel de-al doilea război mondial. Acest roman este de un realism dens, pe alocuri aspru , formând împreună cu romanele Cucoara (1975) și Podgorenii (1982) o trilogie asupra vieții satului codrean pe parcursul ultimelor cinci decenii.
Ion C. Ciobanu s-a remarcat și ca nuvelist, publicând schițe și nuvele în culegerea Întâlnire cu eroul (1962), în care și-a dovedit măiestria de a surprinde în câteva episoade concrete, expuse succint, psihologia, mentalitatea, modalitățile de manifestare ale oamenilor. De asemenea, a publicat și trei volume de publicistică: Evocări (1964), Tăria slovei măiestrite (1971), Modelări artistice (1986), precum și articole, schițe, medalioane, în care abordează diverse probleme concrete ale vieții satului și orașului sau probleme economice și sociale ale timpului ("Pâinea cea de toate zilele", "Să vorbim despre drumuri" ș.a.).
A fost decorat cu Ordinul Drapelul Roșu de Muncă, Ordinul Prietenia popoarelor și cu mai multe medalii. Pentru romanul "Podurile" a obținut în anul 1970 Premiul de Stat al RSS Moldovenești. Pe baza acestui roman, a fost făcut în anul 1973 filmul omonim, în care au interpretat actorii Mihai Volontir și Mihail Boiarski.
Nicolae Esinencu a scris în memoriile sale că, la o ședință a Comitetul Central al Partidului Comunist al Moldovei, la care scriitorii erau certați și chiar loviți fizic de Semion Grossu, I. C. Ciobanu, pe atunci președintele Uniunii Scriitorilor din Moldova, trece la tribună și începe să strige la secretarii Comitetului Central: "Foame a fost? A fost. Recunoașteți… A fost foame organizată, în rezultatul căreia au murit zeci de mii de oameni din Moldova".
În perioada 12 iulie 1986 - 17 aprilie 1990, Ion C. Ciobanu (Ivan Ceban) a îndeplinit funcția de președinte al Sovietului Suprem din RSS Moldovenească (în legislatura 11), îndeplinind în perioada 12-29 iulie 1989 și funcția de președinte al Prezidiului Sovietului Suprem al RSS Moldovenești. Din această funcție, a obținut aprobarea din partea primului secretar al CC al PC al RSSM, Semion Grossu, pentru publicarea în revista „Nistru” a articolului „Veșmântul ființei noastre” al lui Valentin Mândâcanu, care a declanșat mișcarea de revenire la alfabetul latin. A fost de asemenea și deputat în Sovietul Suprem al URSS în legislaturile 6, 8 și 9. Ion C. Ciobanu a susținut Frontul Popular din Moldova și demersul acestuia de a declara limba română ca limba oficială a RSS Moldovenești.
| “                                                    | ...de cata intelepciune au dat dovada stramosii nostri ca au numit aceasta limba cu un cuvant neutru. Limba română! Doamne fereste daca aceasta limba s-ar fi născut prin uzurpare şi s-ar fi numit după vreo regiune oarecare: muntenească, oltenească, ardelenească, bănăţeană, bucovineană, moldovenească etc.! Atunci s-ar fi văzut cum joacă dracul într-un picior! Sintagma „limba română” e unificatoare. Ea nu înalţă, nu coboară, nu laudă, nu subapreciază pe nimeni, ea creează condiţii egale! Şi taie o dată pentru totdeauna apa de la moara rătăciţilor! | ” |
| — Ion C. Ciobanu în Moldova literară, 18 iunie 1995, | |   |

## Opera
- Codrii (partea I - 1954, partea a II-a - 1957) - roman
- Întâlnire cu eroul (1962) - culegere de schițe și nuvele
- Evocări (1964) - publicistică
- Podurile (1966; ed. a IV-a, Ed. Lumina, Chișinău, 1989) - roman
- Tăria slovei măiestrite (Chișinău, 1971) - publicistică
- Cucoara (Ed. Literatura artistică, 1975) - roman
- Voci pe oglinda apei (1981; ed. a II-a, Ed. Literatura artistică, Chișinău, 1986) - culegere de schițe și nuvele
- Podgorenii (М.: Scriitori sovietici, 1982) - roman
- Modelări artistice (1986) - publicistică